# Olave Baden-Powell
Olave Baden-Powell (22. februar 1889 – 25. juni 1977) var en engelsk pioner indenfor pigespejderbevægelsen.
Olave Soames mødte på en sørejse i 1912 Lord Robert Baden Powell. De faldt hurtigt i snak og fandt ud af at de havde mange ting til fælles (udover fødselsdag 22. februar, kaldet Tænkedag), og de giftede sig 30. oktober 1912. Med tiden fattede Olave Baden-Powell dybere interesse for pigespejderne og overtog ledelsen af pigespejderkorpset fra Baden-Powells søster Agnes. Til deres død var ægteparret Baden-Powell verdensspejderchefer for hvert deres korps (WOSM og WAGGGS).